# 威廉斯堡 (麻薩諸塞州)
威廉斯堡（英語：Williamsburg）位於麻薩諸塞州漢普夏縣，成立於1735年，根據2000年的人口普查，當地有2,427人。
1874年5月16日的水災曾導致88個威廉斯堡居民死亡。
麻薩諸塞州的威廉斯堡位於42°23'35"N 72°43'50"W，總面積達66.6km²，66.4km²為土地，其餘為水。
威廉斯堡總人口中的97.94%為白人，0.08%為印第安人，0.25%為黑人，0.49%為亞洲人。

## 外部連結
- 官方網頁（页面存档备份，存于）

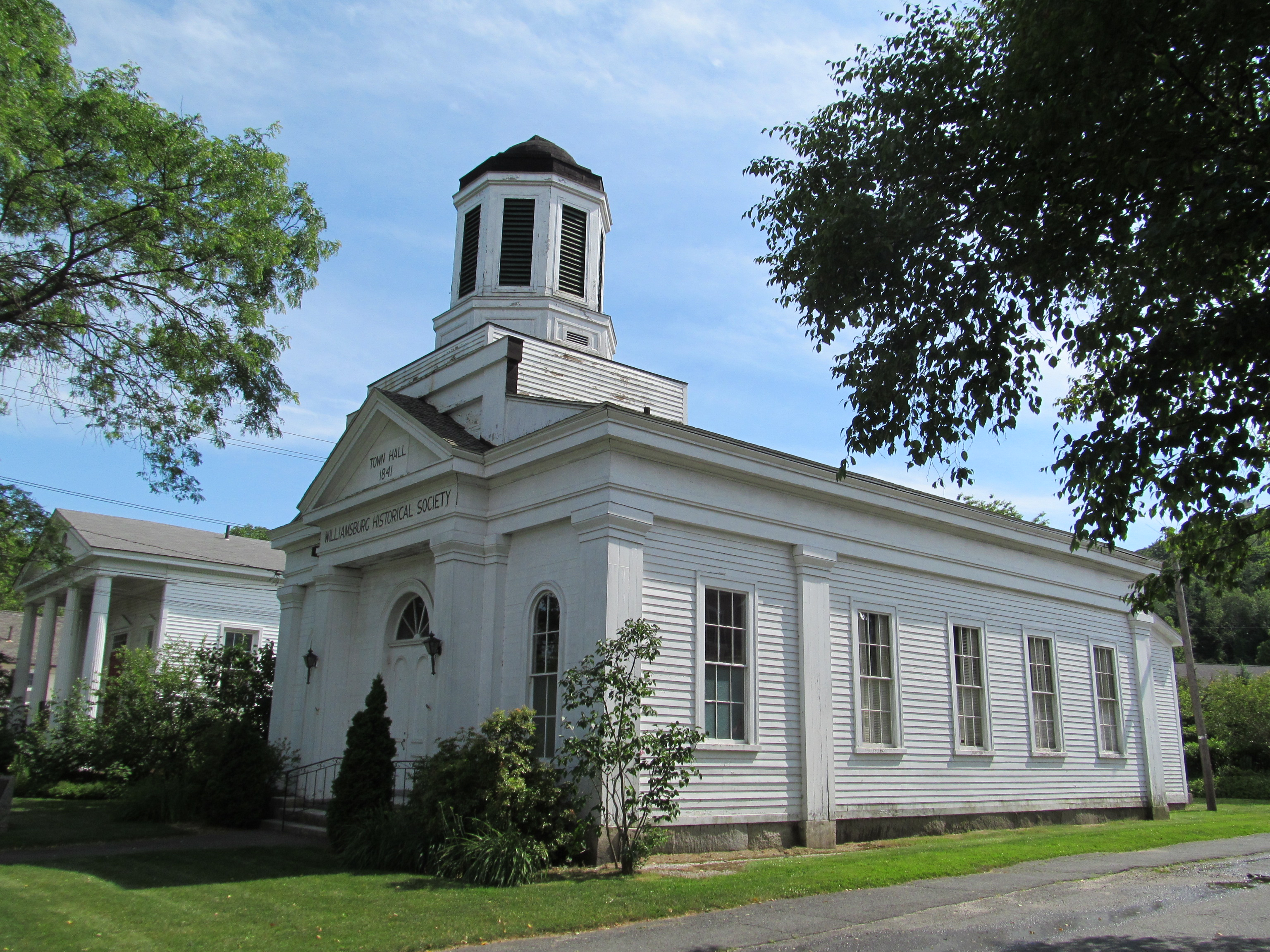

- Williamsburg Public Libraries （页面存档备份，存于）